# 交广印度两道考
《交广印度两道考》（法語：Deux itinéraires de Chine en Inde à la fin du VIIIe siècle），是法国汉学家伯希和所著的一篇论文，原标题意为“八世纪末中国到印度的两条通道”，发表于《法国远东学院学报》（法語：Bulletin de l'Ecole française d'Extrême-Orient）1904年第4卷。被中国学者冯承钧翻译为汉文，改标题作《交广印度两道考》，1933年北京商务印书馆出版单行本。1955年9月北京中华书局重印，1966年台湾商务印书馆翻印；2003年中华书局将其与伯希和另一篇论文《郑和下西洋考》并作一册出版，定名《郑和下西洋考 交广印度两道考》，2014年上海古籍出版社再版。
论文主要考证了《新唐书·地理志》附贾耽入四夷路程中安南至南诏羊苴咩城、羊苴咩城至印度、安南至环王的陆路沿途地名山川，以及贾耽记载的广州至大食缚达城（巴格达）及北非的海上路线、沿途地名:857。时人称其为西方汉学家名作，但在云南史地考证上有一些错误，方国瑜作《唐代前期南宁州都督府与安南都护府的边界》驳其谬误:876。

## 延伸阅读
- 台湾华文电子书库里的1933年汉译本 （页面存档备份，存于）
- 维基共享资源上的相關多媒體資源：交广印度两道考